# Jak se krotí krokodýli
Jak se krotí krokodýli je česká rodinná komedie z roku 2006 o tom, že nikdo nechce zůstat sám.

## Děj
Luboš Rychman (Miroslav Etzler), záchranář v Alpách, přijíždí domů mnohem dříve, než slíbil. Jeho malá dcera Amálka (Žofie Tesařová) je nadšená, a tak nejede na školu v přírodě, aby si mohla Luboše užít. Ten jede do školy, aby ji omluvil, ale výsledek je takový, že nakonec jede do Vysokých Tater s celou třídou jako zdravotní doprovod. Manželce Anně (Ingrid Timková) slíbí, že jede jen na pár dní a řekne jí, ať jede na chalupu, kam za ní má přijet. Řetězec náhod a nedorozumění tomu zabrání – napomůže Amálka, ale také děda Pepík (Václav Postránecký) a syn Vašek (Jiří Mádl) s povahou dobrodruha. Do děje se zaplete i atraktivní učitelka Alice (Jitka Schneiderová), rodina Koudelkových (Josef Vojtek, Daniel Nekonečný, Sabina Laurinová a další...) a jejich syn Vítek (Tomáš Peč), sousedka dědy Pepíka paní Bobulová (Eva Holubová), vesnická kráska Julča (Barbora Štěpánová) a profesorka Kája Koulová (Jaroslava Kretschmerová) se smyslem pro matematiku, výpočetní techniku a východní meditaci.

## Štáb
- Architekt: Martin Vačkář
- Návrhy kostýmů: Věra Kocová
- Střih: Alois Fišárek
- Vedoucí výroby: Jiří Holan
- Premiéra v ČR: 2. březen 2006

## Obsazení
- Miroslav Etzler jako Liboš Rychman
- Ingrid Timková jako Anna Rychmanová
- Žofie Tesařová jako Amálka Rychmanová
- Jiří Mádl jako Vašek Rychman
- Václav Postránecký jako děda Pepík Rychman
- Jitka Schneiderová jako učitelka Alice
- Eva Holubová jako paní Bobulová
- Jaroslava Kretschmerová jako profesorka Kája Koulová
- Barbora Štěpánová jako Julča
- Tomáš Peč jako Vítek Koudelka
- Sabina Laurinová jako maminka Koudelková č.1
- Tereza Duchková jako maminka Koudelková č.2
- Daniel Nekonečný jako Koudelka Miki
- Josef Vojtek jako Koudelka Dali
- Tomáš Töpfer jako starosta
- Josef Alois Náhlovský jako traktorista Jeníček
- Naďa Konvalinková jako Boženka
- Vlastimil Harapes jako baletní mistr